# Солярій

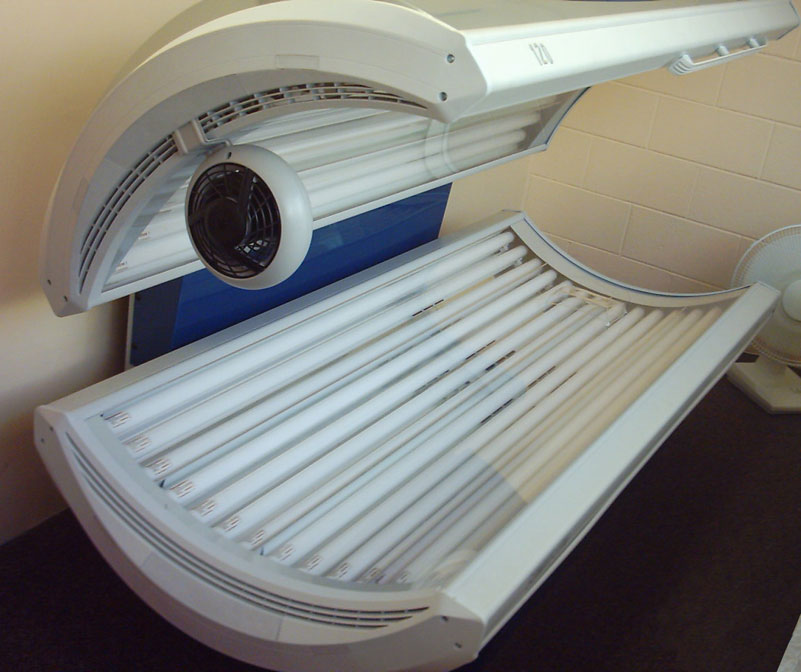
Солярій

Соля́рій (від грец. aer — повітря і лат. solarius — сонячний) — спеціально обладнаний відкритий майданчик для отримання засмаги шляхом дозованих опромінювань прямим або розсіяним сонячним випромінюванням.
У салонах краси, фітнес-клубах, оздоровчих центрах можна зустріти дві модифікації штучних соляріїв — горизонтальні і вертикальні. Існує помилкова думка, що у вертикальному солярії можна засмагати швидше, проте це не так. Існують професійні (потужні) і побутові (слабкі) установки для засмаги, і цілком можна зустріти і «слабкий» вертикальний солярій і надпотужний горизонтальний. 
Швидкість засмаги безпосередньо залежить від трьох чинників, пов'язаних з лампами: їх кількості, потужності, відсоткового співвідношення ультрафіолетових променів UV-A до UV-B. У тих і інших моделей соляріїв є своя авдиторія: у вертикальному солярії немає прямого контакту з склом, а в горизонтальному людина, отримуючи рівну засмагу, може розслабитися. У деяких моделях вертикальних соляріїв існують спеціальні посилені лампи для засмаги обличчя (Combi лампи), але невисокі люди не можуть скористатися ними, якщо солярій не оснащений ліфтом. Дорогі солярії оснащені кондиціонером, стереосистемою і іншими модними опціями, такими, як аромотерапія або матове скло.
Танорексія (від англ. tan — засмага) — це психологічна залежність людини від ультрафіолетових променів та засмагання.
До цієї хвороби переважно схильні дівчата-підлітки 13-16 років з країн, де сонце — не дуже частий гість. Ця проблема стає дуже актуальною з урахуванням широкого розповсюдження соляріїв — від стаціонарних професійних до домашніх.

## Факти про солярій
- Інсоляцією (лат. insolatio — освітлення сонячними променями) або геліотерапією називається дія на людину сонячних променів, а також штучних променів солярію.
- У 4 рази швидше або за 6 годин оновлюються клітини епідермісу під впливом інтенсивного ультрафіолетового випромінювання.
- Насправді префікс «турбо» означає: солярій — устаткований потужною системою охолодження, яка дозволяє апарату працювати тривалий час без ризику перегріву.